# Castillo de Teayo (kommun)
Castillo de Teayo är en kommun i Mexiko.   Den ligger i delstaten Veracruz, i den sydöstra delen av landet, 210 km nordost om huvudstaden Mexico City. Antalet invånare är 18 424. Arean är 447 kvadratkilometer.
Terrängen i Castillo de Teayo är platt åt nordost, men åt sydväst är den kuperad.
Följande samhällen finns i Castillo de Teayo:
- Castillo de Teayo
- La Defensa
- El Bejucal
- Lima Vieja
- Santa Cruz
- El Mante
- El Ojital
- Las Américas Grandes
- La Ceiba
- Ignacio Zaragoza
- El Naranjal
- El Pital
- Nuevo Jalisco
- Palma Nueva
- Américas Chicas
- Moralillo
- Paso de las Flores